# 王琳 (羽毛球运动员)
王琳（1989年3月30日—），浙江杭州人，中國前女子羽毛球運動員。個人最高世界排名第一位。

## 羽毛球生涯
王琳生於一個羽毛球世家，父親王跃平是浙江省羽毛球隊的總教練，母親宋幼萍也是羽毛球運動員；11歲起已開始羽毛球訓練，至2006年（17歲）贏得第一個公開賽冠軍（羽毛球大師賽）。可是，此後兩年表現不濟，常常在比賽的首兩輪就被淘汰出局，令她落選尤伯杯和北京奧運會的國家代表隊。
2010年8月，王琳參加在巴黎舉行的世界羽毛球錦標賽女子單打賽事，在決賽中，以2比1戰勝隊友汪鑫，奪得冠軍。同年9月，她在常州參加中國羽毛球大師賽時意外受傷，一度被送到了德國接受手術及三個月的康復治療；錯過了代表國家出戰廣州亞運會的機會，她的世界排名更一度下滑至103位（2011年第14週）。
2011年4月，王琳傷癒復出，參加級別較低的澳洲羽毛球公開賽，首戰便以2比0（21-19、21-9）擊敗香港的葉姵延；但在四強卻不敵泰國的蓬迪·布拉那巴硕出局。同年6月，王琳出戰新加坡羽毛球公开赛，卻在第二轮比赛中再度受傷退賽；醫生證實她為半月板和腳踝骨损伤，需休战三周，因而错过五站的奥运积分赛。
2012年，王琳在全國羽毛球團體錦標賽中，左膝前交叉韌帶斷裂。
2013年6月，王琳主動申請退出國家隊，返回省隊接受傷病治療。同年12月，王琳在微博中宣布退役。

## 主要比賽成績
只列出曾進入準決賽的國際賽事成績：
| 年份   | 賽事                 | 公開賽級別 | 項目     | 成績   |
| ------ | -------------------- | ---------- | -------- | ------ |
| 2004年 | 世界青年羽毛球錦標賽 | 其他       | 女子單打 | 季軍   |
| 2005年 | 亞洲青年羽毛球錦標賽 | 其他       | 女子單打 | 冠軍   |
| 2006年 | 中国羽毛球大师赛     |            | 女子單打 | 冠軍   |
| 2007年 | 世界青年羽毛球錦標賽 | 其他       | 女子單打 | 冠軍   |
| 2007年 | 越南羽毛球大獎賽     | 大獎賽     | 女子單打 | 準決賽 |
| 2008年 | 亞洲羽毛球錦標賽     | 其他       | 女子單打 | 亞軍   |
| 2008年 | 中国羽毛球大师赛     | 超級賽     | 女子單打 | 亞軍   |
| 2008年 | 丹麥羽毛球超級賽     | 超級賽     | 女子單打 | 冠軍   |
| 2008年 | 法國羽毛球超級賽     | 超級賽     | 女子單打 | 冠軍   |
| 2008年 | 中國羽毛球超級賽     | 超級賽     | 女子單打 | 準決賽 |
| 2009年 | 亞洲羽毛球錦標賽     | 其他       | 女子單打 | 季軍   |
| 2009年 | 蘇迪曼盃             | 其他       | 混合團體 | 冠軍   |
| 2009年 | 新加坡羽毛球超級賽   | 超級賽     | 女子單打 | 準決賽 |
| 2009年 | 印尼羽毛球超級賽     | 超級賽     | 女子單打 | 亞軍   |
| 2009年 | 世界羽毛球錦標賽     | 其他       | 女子單打 | 季軍   |
| 2009年 | 中国羽毛球大师赛     | 超級賽     | 女子單打 | 亞軍   |
| 2009年 | 日本羽毛球超級賽     | 超級賽     | 女子單打 | 準決賽 |
| 2009年 | 法國羽毛球超級賽     | 超級賽     | 女子單打 | 亞軍   |
| 2009年 | 香港羽毛球超級賽     | 超級賽     | 女子單打 | 準決賽 |
| 2010年 | 德國羽毛球大獎賽     | 大獎賽     | 女子單打 | 準決賽 |
| 2010年 | 世界羽毛球錦標賽     | 其他       | 女子單打 | 冠軍   |
| 2011年 | 澳洲羽毛球黃金大獎賽 | 黃金大獎賽 | 女子單打 | 準決賽 |
| 2012年 | 泰國羽毛球黃金大獎賽 | 黃金大獎賽 | 女子單打 | 準決賽 |
| 2012年 | 香港羽毛球超級賽     | 超級賽     | 女子單打 | 準決賽 |

| 2007-2017年 | 首要超級賽 | 超級賽 | 黃金大獎賽 | 大獎賽 | 國際挑戰賽 | 國際系列賽 | 未來系列賽 | 其他 |

### 世界冠軍頭銜
王琳在羽毛球生涯中共奪得2項羽毛球世界冠軍頭銜。
| 賽事             | 奪冠次數 | 年份               |
| ---------------- | -------- | ------------------ |
| 世界羽毛球锦标赛 | 1        | 2010年（女子單打） |
| 蘇迪曼杯         | 1        | 2009年（混合團體） |
| 總計             | 2        |                    |

### 奧運會和世錦賽參賽紀錄
|          | 2009 | 2010 |
| -------- | ---- | ---- |
| 女子單打 | 季軍 | 冠軍 |

## 電影
| 年份 | 中文片名 | 角色 |
| ---- | -------- | ---- |
| 2015 | 全力扣殺 | 王琳 |

## 外部連結
- 王琳的新浪微博
- BWF Profile - Lin WANG[永久]（英文）
- 中羽在線網 王琳 Wang Lin（页面存档备份，存于）